# أربع نساء من مصر
أربع نساء من مصر هو فيلم وثائقي كندي مصري إنتاج 1997 للمخرجة تهاني راشد (كندا). وتدور أحداث الفيلم حول أربعة أصدقاء إناث من مصر ذوي وجهات نظر دينية واجتماعية وسياسية متعارضة في مصر في العصر الحديث. وقد حاز هذا الفيلم على استحسانا كبيرا وحصل على عدة جوائز في مهرجانات سينمائية وثائقية.

## الأبطال
وداد متري صحفية وناشطة، وكانت المرأة الوحيدة المنتخبة لاتحاد الطلاب في جامعة القاهرة في عام 1951. في نفس العام انضمت للجنة المرأة في المقاومة الشعبية (التي أسسها النسوية سيزا ناباراوي).
صافي ناز كاظم، صحفية وناقدة مسرحية وكاتبة، وو مؤلفه لعديد من الكتب . في الستينيات كانت طالبة دراسات عليا في الولايات المتحدة، في ولاية كنساس، وشيكاغو، ونيويورك. وهي الزوجة السابقة للشاعر المصري أحمد فؤاد نجم ووالدة الناشطة السياسية والكاتبة نوارة نجم.
شاهندة مقلد ناشطة في الحركات الطلابية والحركات القومية، وعملت كمرشح في الحملات البرلمانية. ولا تزال تمارس نضالها الدؤوب من أجل حقوق الفلاحين وأسباب شعبية أخرى. زوجها صلاح حسين تم اغتياله سياسيا في 30 نيسان 1966 في بلدة كمشيش 
أمينة رشيد (مصر) ملتزمة يسارية، ولدت في الطبقة العليا القديمة، وحفيدة إسماعيل صدقي (رئيس وزراء سابق). أكملت دراستها في باريس حيث كانت ناشطة في جمعية الطلبة العرب في فرنسا وعملت لسنوات عدة في المركز الوطني الفرنسي للبحث العلمي ثم عادت مرة أخرى إلى مصر حيث تدرس الأدب الفرنسي في جامعة القاهرة.

## أحدث الفيلم
الفيلم يبدأ مع أربع نساء في منتصف العمر يمشين على جسر في جنوب القاهرة، مصر. الأربع نساء يتكلمن طوال الفيلم عن مصر، وسياساتها، والثقافة، والإسلام، الدين
الأكثر شعبية في البلاد. الفيلم يربط بين السياسة والايديولوجيات من الماضي والحاضر مع خلاصة من تجربتهم الخاصة.

## وصلة خارجية
- أربع نساء من مصر على موقع IMDb (الإنجليزية)
- أربع نساء من مصر على موقع Turner Classic Movies (الإنجليزية)
- أربع نساء من مصر على موقع قاعدة بيانات الفيلم (الإنجليزية)
- أربع نساء من مصر على موقع ليتربوكسد (الإنجليزية)
- أربع نساء من مصر على موقع كينوبويسك (الروسية)

صفحة الفيلم على موقع قاعدة بيانات الأفلام

شهدى عطية